# Blaine (Washington)
Blaine és una població dels Estats Units a l'estat de Washington. Segons el cens del 2000 tenia 3.770 habitants.

## Demografia
Segons el cens del 2000, Blaine tenia 3.770 habitants, 1.496 habitatges, i 1.036 famílies. La densitat de població era de 262,7 habitants per km².
Dels 1.496 habitatges en un 32,1% hi vivien nens de menys de 18 anys, en un 52,9% hi vivien parelles casades, en un 12,4% dones solteres, i en un 30,7% no eren unitats familiars. En el 25,5% dels habitatges hi vivien persones soles el 10,1% de les quals corresponia a persones de 65 anys o més que vivien soles. El nombre mitjà de persones vivint en cada habitatge era de 2,48 i el nombre mitjà de persones que vivien en cada família era de 2,96.
Per edats la població es repartia de la següent manera: un 26,5% tenia menys de 18 anys, un 6,9% entre 18 i 24, un 26,4% entre 25 i 44, un 25,7% de 45 a 60 i un 14,4% 65 anys o més.
L'edat mediana era de 39 anys. Per cada 100 dones de 18 o més anys hi havia 90,2 homes.
La renda mediana per habitatge era de 36.900 $ i la renda mediana per família de 45.056 $. Els homes tenien una renda mediana de 36.381 $ mentre que les dones 23.561 $. La renda per capita de la població era de 20.333 $. Aproximadament el 10,2% de les famílies i el 15,5% de la població estaven per davall del llindar de pobresa.

## Poblacions més properes
El següent diagrama mostra les poblacions més properes.